# 湖北路過江通道
湖北路過江通道，是一座連接和縣與馬鞍山的過江隧道。快速路全长约10.162公里，隧道段长约6.46公里，线路全长超过5.96公里的芜湖城南过江隧道，是目前皖江地区最长的过江隧道。2024年12月18日正式开工建设，总投资约96.67亿元。
项目西起于和县G347国道，沿规划海峰路敷设，采用隧道方式依次穿越乌江水道、小黄洲及长江主航道，东岸穿越雨山河后沿恒兴路布设，于长江路东侧出地面，接线采用主线高架+地面辅道的快速化方案，终点止于G205国道(天门大道)东侧。全线设置全线共设置G347、金家庄和天门大道3处互通节点。设风塔两座，收费管理中心一处，并包含与本通道相关的地面辅路。过江段采用盾构隧道方案过江，盾构管片外径14.5m。按城市快速路标准设计，主线双向六车道，设计速度80km/h。